# Francis Raymond Fosberg
Francis Raymond "Ray" Fosberg (né le 20 mai 1908 et mort le 25 septembre 1993) est un botaniste américain. Collectionneur prolifique et auteur, il a joué un rôle important dans le développement des récifs coralliens et dans les études insulaires.

## Histoire
Ray Fosberg est né à Spokane dans l'État de Washington mais a grandi à Turlock, en Californie. Il a reçu un BA de Botanique à Pomona College en 1930. Fosberg a travaillé comme chercheur au musée d'histoire naturelle du comté de Los Angeles, spécialisé dans les plantes des îles sur la côte de Californie et du désert du Sud-Ouest.
Il s'intéresse à l'écosystème des îles et, en 1932, déménage à Honolulu pour travailler à l'université d'Hawaï comme assistant de Harold St. John.  Il y reçoit une invitation à participer à la Mangarevan Expedition dirigée par le  malacologue Charles Montague Cooke Jr. L'expédition prospecte 25 îles hautes et 31 îles de corail. Fosberg et St. John ramènent 15 000 spécimens de plantes.
Fosberg reçoit son  S.M. en botanique de l'université d'Hawaï en 1937 et son Ph.D. de l'université de Pennsylvanie en 1939. Par la suite, il travaille à l' USDA. Il est envoyé en Colombie pour identifier les stations de quinquina afin de produire de la quinine. En 1946, il participe à une enquête sur les ressources économiques dans les  Îles micronésiennes. Il retourne aux États-Unis et se spécialise dans l'étude des végétaux pour le Congrès des sciences du Pacifique (en: Pacific Science Booard), sous l'autorité du Conseil national de recherches de États-Unis, avec sa nouvelle assistante, Marie-Hélène Sachet.
En 1951, Fosberg et Sachet commencent à travailler à l'Institut d'études géologiques des États-Unis où ils sont responsables de la cartographie géologique militaire des îles du Pacifique. En 1966, ils rejoignent le musée national d'histoire naturelle de la  Smithsonian, dans la branche tropicale de biologie du programme d'écologie. En 1968, Fosberg est transféré au département de botanique où il devient conservateur. En 1976, il est nommé botaniste principal et en 1993, botaniste émérite.

## Publications
Fosberg a contribué à plus de 700 livres et articles. En 1980, il aide à publier un Manuel révisé de la flore de Ceylan  (ISBN 9061910692).